# آزاد (سياسي)
آزاد (بالإنجليزية: Cherukuri Rajkumar) هو سياسي هندي، ولد في 14 مايو 1954 في كريشنا في الهند، وتوفي في 1 يوليو 2010. حزبياً، نشط في الحزب الشيوعي الهندي.